# Alberto Gómez (football, 1988)
Alberto Gómez Carbonell (né le 12 février 1988 à Guantánamo, Cuba) est un footballeur international cubain, qui évolue au poste de milieu de terrain.

## Biographie

### Carrière en club
Gómez commence sa carrière lors de la saison 2005-06 au sein du FC Guantánamo, club de sa province d'origine, et y reste jusqu'en 2017 lorsqu'il est annoncé à l'Atlético Vega Real du championnat de République dominicaine.

### Carrière en sélection
International cubain depuis 2011, il participe aux éliminatoires des Coupes du monde de 2014 et 2018 (huit matchs en tout, un but marqué). Au niveau régional, il fait partie de l'équipe sacrée championne de la Coupe caribéenne des nations 2012 et figure notamment dans le groupe des sélectionnés lors des Gold Cup de 2011, 2013 et 2015. 
Toujours actif en sélection, Gómez compte 44 capes en équipe nationale (pour deux buts inscrits). 

#### Buts en sélection
| Buts en sélection d'Alberto Gómez | Buts en sélection d'Alberto Gómez | Buts en sélection d'Alberto Gómez       | Buts en sélection d'Alberto Gómez | Buts en sélection d'Alberto Gómez | Buts en sélection d'Alberto Gómez | Buts en sélection d'Alberto Gómez |
|                                   | Date                              | Lieu                                    | Adversaire                        | Score                             | Résultat                          | Compétition                       |
| --------------------------------- | --------------------------------- | --------------------------------------- | --------------------------------- | --------------------------------- | --------------------------------- | --------------------------------- |
| 1.                                | 16 octobre 2012                   | Estadio Pedro Marrero, La Havane (Cuba) | Panama                            | 1-0                               | 1-1                               | QCM 2014                          |
| 2.                                | 22 mars 2016                      | Estadio Pedro Marrero, La Havane (Cuba) | Bermudes                          | 2-0                               | 2-1                               | QCAR 2017                         |

## Palmarès

### Équipe de Cuba
- Vainqueur de la Coupe caribéenne des nations : 2012.